# Ghazi I
Ghazi bin Faisal I bin Hussein bin Ali al-Hashemi (tiếng Ả Rập: غازي بن فيصل الأول بن حسين بن علي الهاشمي) Là vị vua thứ hai của Vương quốc Iraq, ông nắm quyền vào ngày 8 tháng 9 năm 1933 cho đến khi qua đời vào ngày 4 tháng 4 năm 1939. Ông giữ chức Thái tử của Vương quốc Syria trong một thời gian ngắn vào năm 1920. Ông sinh ra ở Mecca, là con trai duy nhất của Faisal I. Ông qua đời trong một vụ tai nạn xe hơi năm 1939.